# 卡拉帕拉乌帕齐拉
卡拉帕拉乌帕齐拉（亦有赫布帕拉的拼法）是孟加拉国巴里萨尔专区博杜阿卡利县的一个乌帕齐拉。
该地总面积483.08km²。据1991年人口普查数据，其人口为174921，其中男性占比50.89%，女性49.11%，7岁以上人口平均识字率为34.9%。